# Хуммельталь
Хуммельталь (нем. Hummeltal) — община  в Германии, в Республике Бавария. 
Подчиняется административному округу Верхняя Франкония. Входит в состав района Байройт.  Население составляет 2430 человек (на 31 декабря 2010 года). Занимает площадь 18,40 км². Местные регистрационные номера транспортных средств (коды автомобильных номеров) (нем. Kraftfahrzeugkennzeichen) — BT.
Община подразделяется на 20 сельских округов.

## Население
По оценке на 31 декабря 2015 года население общины Хуммельталь составляет 2374 чел. 

| Дата      | 1840 | 1871 | 1900 | 1925 | 1939 | 1950 | 1961 | 1970 | 1987 | 2011 |
| --------- | ---- | ---- | ---- | ---- | ---- | ---- | ---- | ---- | ---- | ---- |
| Население | 1157 | 1173 | 1124 | 1161 | 1154 | 1629 | 1403 | 1499 | 1897 | 2386 |

| Год       | 1960 | 1970 | 1980 | 1990 | 2000 | 2009 | 2010 | 2011 | 2012 | 2013 | 2014 | 2015 |
| --------- | ---- | ---- | ---- | ---- | ---- | ---- | ---- | ---- | ---- | ---- | ---- | ---- |
| Население | 1399 | 1490 | 1584 | 2094 | 2509 | 2408 | 2430 | 2353 | 2349 | 2371 | 2383 | 2374 |